# Pierre Montané
Pour les articles homonymes, voir Montané.
Pierre Montané est un boxeur français né le 1er décembre 1919 à Toulouse et mort dans la même ville le 15 janvier 1991. 

## Biographie
Après une brillante carrière amateur (champion de France en 1948 et 1950; sélectionné aux Jeux olympiques), il passe professionnel et devient champion d’Europe EBU des poids légers à Manchester le 23 février 1951 en battant par KO dans la 10e reprise l'Anglais Billy Thompson. Montané perd son titre à Helsinki le 17 août face au Finlandais Elis Ask au 12e round.
Par la suite, il devient tour à tour entraîneur national, arbitre et conseiller technique régional. À partir des années 1970, il anime le Toulouse Université Club section « boxe » où il forme de nombreux champions scolaires et universitaires comme Stephane Arcangeli qui deviendra champion de France des poids lourds amateurs en 1997 ou bien Wladimir Maksimovic le créateur de l'enseigne Myfitness. 
Pierre Montané est mort en 1991. Il est inhumé dans le cimetière du quartier Saint-Cyprien.